# 托马斯·库克集团
托马斯·库克集团股份有限公司（英語：Thomas Cook Group plc），簡稱托马斯·库克集团股份，以及湯瑪斯庫克集團（香港譯作為「通濟陸」，中國大陸譯作「托马斯·库克集团」，LSE：TCG），是英國一家旅行社，1841年由英國傳教士托马斯·库克創立，2019年結束運營。業務曾在全球經營航空（神鷹航空）、旅遊休閒和預訂酒店和旅遊網站。

## 歷史

### 創辦
1841年湯瑪斯庫克集團的前身由英國人托马斯·库克創立，他原是傳教士，為了幫助人們參加禁酒大會，他首次在火車上包下一次團體行程，隨後發現了這項業務的商機，他開始經營火車路線的團體票與行程與飲食的安排，這項套裝服務的系統化和便捷化深受旅行者歡迎，該旅行社在當時開創了現代旅遊業的先河。

### 股份交易
2007年，托马斯·库克集团股份有限公司由德國湯瑪斯庫克集團股份有限公司，以及我的旅遊集團股份有限公司，於英國劍橋郡彼得伯勒市（註冊地點）合併成立，總部位於倫敦。而當時最大股東為德國百貨零售商安克特爾，因在2009年6月德國法院破產後，而在2009年9月出售該公司股權。
2010年托马斯·库克集团買下由盧雷爾．奧格爾擁有德國奧格爾旅遊公司。
2012年，集团向 Fairfax Financial 出售印度業務。
2015年3月6日，托马斯·库克集团集團被香港上市公司復星國際以認購每股1.2559英鎊（14.644港元），7,313.58萬股普通股，佔已發行股本5%，總代價為9,185.12萬英鎊（10.86億港元）。

### 財務危機與破產
2019年，公司出現財務危機，破產前末任首席執行官為彼德·法克侯斯爾。
2019年4月，公司聘请了諮詢公司 AlixPartners 处理公司的资产负债表并实施重组计划，以帮助减少其16亿英镑的债务。2019年5月，托马斯·库克集团从银行获得了3亿英镑的紧急资金。2019年8月28日，復星國際旗下復星旅遊文化與托馬斯·庫克集團進行收購談判，準備注資4.5億英鎊（約合5.22億美元），以獲取托馬斯·庫克集團旅遊營運業務75%股權和航空業務25%股權。另外托馬斯·庫克集團的貸款銀行和債券持有人將提供另外4.5億英鎊，獲得這兩項業務的剩餘股權。此外，托馬斯·庫克集團向英國政府要求提供2億英鎊，遭到英國政府拒絕。
2019年9月22日，復星旅遊文化拒絕向托马斯·库克集团提供2億英鎊缺口資金，收購進程終止。9月23日午夜左右，英國機場以“拖欠機場費用”為由，開始扣押托馬斯·庫克集團旗下飛機。不久後，英國民航局在02:00宣布托馬斯·庫克集團即時起停止運營並開始破產清算程序，使大約60萬名遊客滯留海外，正式標誌着這家1841年建立的品牌名稱的終結。托马斯·库克集团破產前在倫敦證券交易所和法蘭克福證券交易所同時上市，為富時250指數成份股之一。破產後托马斯·库克集团退市。然而，在托馬斯·庫克集團倒閉三日後，旗下的神鷹航空獲得新一筆信用貸款額度，因而得以續存，並在其後進入重組階段。
因應該公司倒閉，英國民航局展開馬特峰行動（英語：Operation Matterhorn），旨在協助滯留海外的15萬英國公民返國。 該行動成為英國二戰以來最大規模的撤僑行動，比2017年君主航空倒閉更大。 英國民航局包租了來自易捷航空和維珍航空等多家航空公司的40架飛機。而保險公司將照顧來自德國的客戶，德國是湯瑪斯庫克集團最大的市場之一。

## 外部連結
- thomascookgroup.com （页面存档备份，存于）
- thomascook.com （页面存档备份，存于）